# Paradelphomyia mexicana
Paradelphomyia mexicana är en tvåvingeart. Paradelphomyia mexicana ingår i släktet Paradelphomyia och familjen småharkrankar.

## Underarter
Arten delas in i följande underarter:
- P. m. acutissima
- P. m. mexicana